# Tamara Konstantinowa
Tamara Fiodorowna Konstantinowa (ros. Тамара Фёдоровна Константинова, ur. 7 listopada 1919 we wsi Nigieriowo w obwodzie twerskim, zm. 28 lipca 1999 w Woroneżu) – radziecka lotniczka wojskowa, Bohater Związku Radzieckiego (1945).

## Życiorys
Urodziła się w rodzinie chłopskiej. Skończyła szkołę średnią i kursy lotników-instruktorów przy aeroklubie w Kalininie w 1940, w Armii Czerwonej służyła od marca 1943. Od marca 1944 walczyła na froncie, jako szturman (nawigator) 566 lotniczego pułku szturmowego 277 Lotniczej Dywizji Szturmowej 1 Armii Powietrznej 3 Frontu Białoruskiego do marca 1945 wykonała 66 lotów bojowych, po wojnie została przeniesiona do rezerwy. Od 1949 należała do WKP(b), ukończyła szkołę partyjną i instytut ekonomiczny, pracowała w Wydziale Ubezpieczeń Społecznych Komitetu Wykonawczego Rady Obwodowej w Woroneżu.

## Odznaczenia
- Złota Gwiazda Bohatera Związku Radzieckiego (29 czerwca 1945)
- Order Lenina
- Order Czerwonego Sztandaru (dwukrotnie)
- Order Wojny Ojczyźnianej I klasy
- Order Czerwonej Gwiazdy

I medale.